# 博代博区
博代博区（俄语：Бодайбинский район）是俄罗斯联邦伊尔库茨克州下辖的一个区，其行政中心为博代博。据2016年统计，该区的人口为19985人。